# Burg Buch (Winterthur)
Die Burg Buch ist eine abgegangene Burg in Winterthur, die auf dem heute als Schlösslibuck oder Maierislibuck bekannten Burgstall am Hang des Dättnauerberg zwischen Dättnau und Brütten gelegen war. Sie war Sitz der Ritter von Brütten.

## Geschichte
Die Burg Buch war wahrscheinlich Sitz der Ritter von Brütten, die Ministerialen des Klosters Einsiedeln waren. Mit Heinrich von Brütten wurde im Mai 1246 erstmals ein Vertreter des Geschlechts urkundlich erwähnt. Nachdem Ritter Konrad von Brütten ohne männliche Nachkommen verstorben ist, verkauften seine beide Töchter am 11. Juni 1306 den Hof Buch dem Kloster Einsiedeln. Es ist anzunehmen, dass zu dieser Zeit auch die Burg wieder aufgegeben wurde.
Vertreter des Geschlechts tauchten später unter anderem im Kloster Einsiedeln, in Zürich sowie Winterthur auf. Die letzte schriftliche Erwähnung eines Vertreter des Geschlechts datiert auf das Jahr 1443 in Frauenfeld. Das Gebiet des Hofs Buch ist heute ebenfalls längst überwaldet, der Name Chomberg, der sich von Kornberg ableitet, zeugt heute noch von der ehemaligen landwirtschaftlichen Nutzung.
Die Burgruine war auf historischen Karten des 16. und 17. Jahrhunderts noch verzeichnet, 1850 soll noch Gemäuer sichtbar gewesen sein. Der Burgstall, auf dem heute keine Gemäuerspuren mehr sichtbar sind, ist bis heute archäologisch nicht erforscht.

## Die Ruine der Burg Buch auf historischen Karten

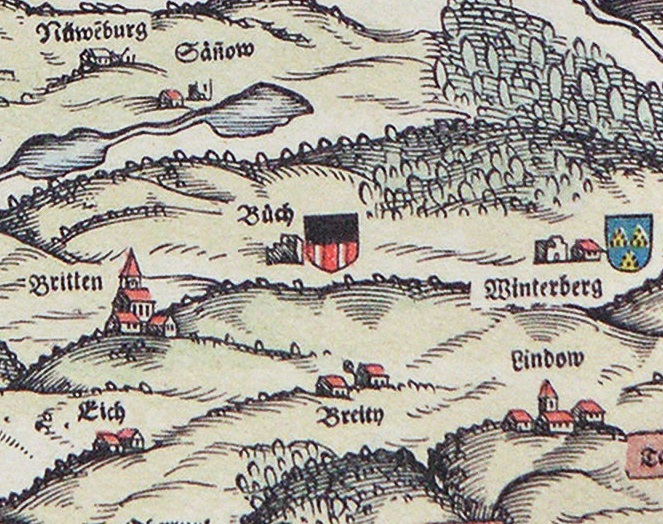
Murerkarte von 1566
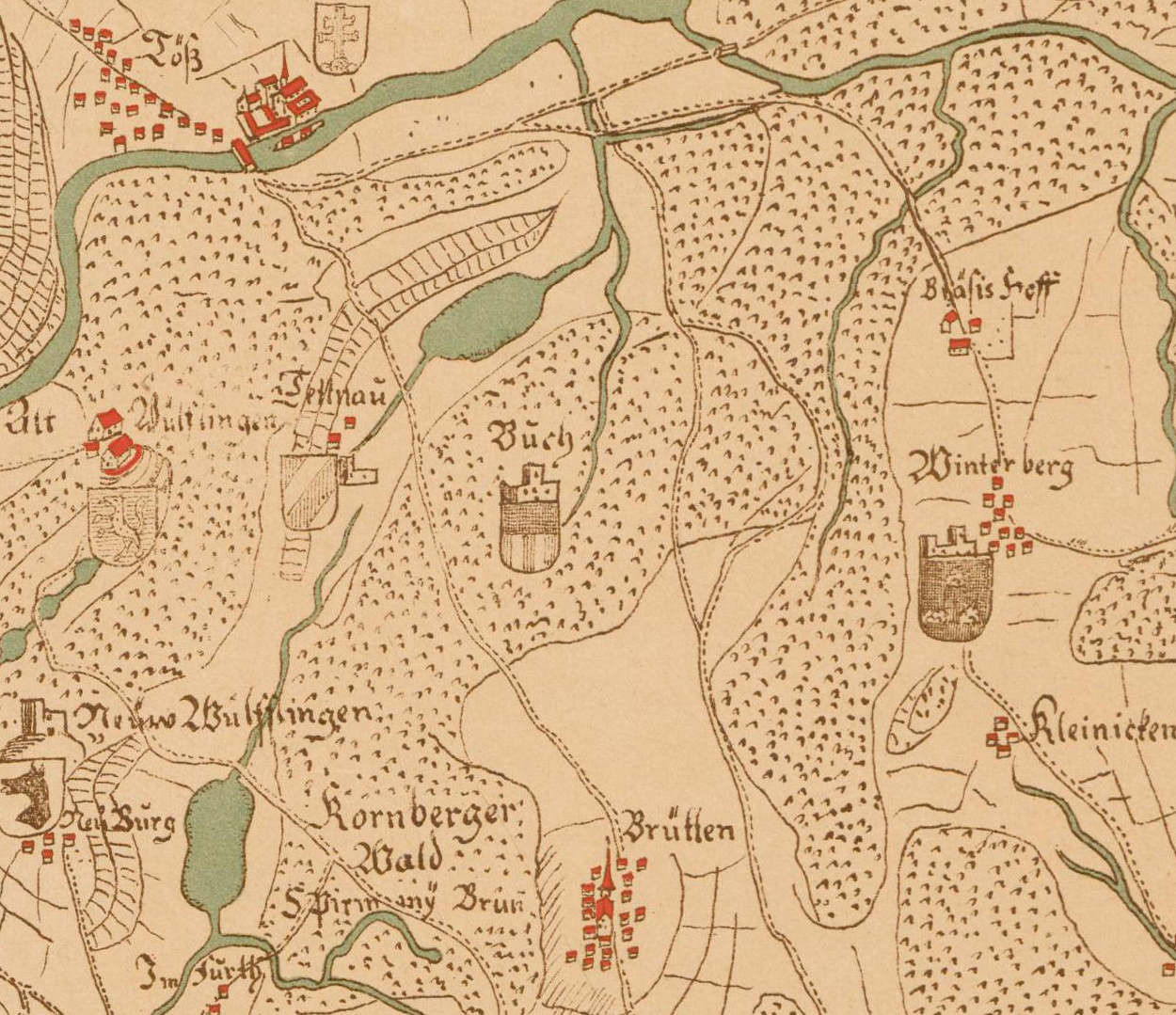
Gygerplan von 1664